# IOS应用程序审核

根据苹果公司规定，所有适用于iOS的移动应用程序需要通过苹果的审核，同时根据iOS软件开发工具包协议中所述，进行基本的可靠性测试和其他分析后，才能在App Store上架。如果应用程序被苹果拒绝上架，应用程序仍可通过Ad Hoc发布的方式进行小部分分发，这需要由软件开发者手动向苹果提交请求，以将应用程序许可给个人iPhone。
苹果公司的不披露协议一直禁止开发商发布其拒绝通知的内容，且苹果公司已经开始在拒绝信件中加入明确的不公开警告。开发者可以要求应用程序不在指定国家或地区的App Store上架。
此外，苹果在接报VLC多媒体播放器的开发者投诉之后，从App Store中删除了根据GNU通用公共许可协议（GPL）许可使用的应用程序，其声称该协议与App Store的服务条款不兼容。

## 审核手段

### 审核指南
苹果公司于2010年发布了应用程序审核指南。该指南属于可随时更新的文件，一般来说，应用程序不得包含具有攻击性，敏感，令人不悦，侮辱或者品味低下的内容。苹果公司会根据该指南对每个应用程序进行审核，然后批准在App Store上供应。

### 审核过程及时长
根据苹果公司要求，软件开发商如果想在App Store发布应用程序，开发者需要向苹果提交应用程序进行审核，并等待苹果方面批准或拒绝。如果应用程序被苹果拒绝，通常会提供拒绝原因，因此软件开发商可以根据拒绝原因进行修改并重新提交。
苹果的审核过程会随着时间的推移，对开发者的反馈和应用被批准的延迟而改变。在2009年7月，一个应用程序的提交审核的时间可能需要几周；2009年底，苹果公司精简了审核过程，一些应用程序的审核时限缩短至几天时间。
2010年，iPad应用程序审批流程相对较长，与早期iPhone应用程序审核时限几乎一样，需要几周的时间。2010年6月，史蒂夫·乔布斯在2010年苹果全球开发者大会表示，95％的应用程序可以在7个工作日内审核完毕。截至2016年5月，大部分的应用程序可以在24小时之内完成审核。

### 安全性
所有在App Store上架的应用程序必须支持沙盒机制，并列出正确功能所需的所有权限。在审核过程中，每个应用程序都要接受测试，并在其二进制代码上进行静态分析应用程序。
2015年9月，有网友曝光中国大陆地区App Store中的部分iOS應用程式被称为「XCodeGhost」的第三方惡意代码注入，而产生了一系列的问题，包括可能的隐私泄漏、广告点击等。受到事件影响的程序众多，截至9月20日下午的通报，受感染app数量为1078款。苹果方面虽然事前缺乏对程序的安全审核，但是事件发生后火速对感染恶意代码的app进行了下架。事后，苹果公司對此事进行了公开声明，並对于部分感染app进行了下架处理。
2015年10月，由于隐私问题，苹果公司已确认对App Store的涉事应用程序进行下架。苹果负责人评论称，这些应用程序可能用于危及SSL/TLS安全解决方案。

### 功能限制
如果软件开发商提交完全抄袭苹果应用程序界面的应用程序（例如提供没有附加功能的电子邮件应用程序、或即时通讯软件具有与内置信息应用程序相同的元素），那么这些应用程序将会被苹果方面拒绝。另外，如果应用程序与iTunes功能重复，一样也会遭到苹果的拒绝。此外，如果应用程序只是“有限效用”，则可能会被拒绝。某些新闻报道指出，应用程序的工具栏必须放置在屏幕的底部，振动功能只能在发出警报的情况下使用。

#### 应用内购买（IAP）
根据苹果公司规定，如果软件开发商要在应用程序内解锁特性或功能（如订阅、游戏内货币、游戏关卡、优质内容的访问权限或解锁完整版等），则必须使用应用内购买（In-App Purchase，IAP）机制。2016年6月13日，蘋果公司对条款进行了修订，严格要求应用程序不得包含指引用户使用非IAP機制進行購買的按鈕、外部鏈接或其他行動號召用語。
2017年6月10日，苹果公司对条款进行再次修订，新增“iOS应用程序可以使用应用內購買，讓消費者面向數字內容的提供者支付「小費」（又称打赏或赞赏）”的条款，这也意味着iOS应用程序内的打赏或赞赏功能为应用内购买项目。为此，一些提供打赏或赞赏功能的应用程序，对支付方式進行了調整，改为“应用内购买”作为唯一付款方式；而微信则直接關閉公众号文章讚賞功能（具体详见下文）。此外，蘋果还会將用戶的「打賞」费用收取30%作为收入。这一规定在2017上半年为苹果带来了49亿美元的收入。由于此做法存在争议，在同年9月17日，苹果对审核规则再次修订，取消第三方应用中个人对个人的打赏抽成，但同时也规定应用开发商不得从打赏中抽成。

#### 更新限制
2017年3月，苹果公司曾向软件开发商发布警告，要求软件开发商删除热更新相关代码，并重新提交一个新的App版本以供审核。如果开发商未在6月12日前移除热更新的相关代码，则应用程序将被下架。苹果公司表示，使用热更新会对用户的信息安全造成了极大隐患，且容易被黑客利用，同时违反了苹果开发者协议的3.3.2条款与App Store审核指南的2.5.2条款。
2017年6月21日，在苹果发布热更新禁令“死线”一周之后，中国区App Store中已有超4万应用下架；而下架风波不仅针对中国地区，据ASO100统计，仅6月15日美国区App Store就有超过1.8万个应用遭下架。之后苹果公司回应称，此次清理行动是为了确保提供最优秀的应用程序和游戏，同时也为了保障用户的安全。App Store会评估并移除不能在App Store上发挥作用、年代久远，或是不符合审核规定的应用程序。这项持续性举措于2016年下半年推出，截至2017年6月，苹果已在全球范围内移除了超过10万个应用程序，具体被下架的原因不只是热更新问题，还包括较长时间未被使用、涉嫌山寨或其他安全问题。

## 被苹果方面拒绝/影响审核过程的应用程序案例

### 含有新闻和杂志的内容
2009年5月，苹果公司拒绝《报纸》应用程序第一版的发布请求。这款应用程序允许用户阅读全球50多家主流报纸的文章，其中包括《纽约时报》、法国《世界报》和英国《太阳报》。而被拒绝的原因是《太阳报》的每日刊登内容三版女郎被描述为“淫秽内容”。随后开发商对应用程序进行了内容调整，删除了《太阳报》的内容，并修改为付费应用，价格为0.59英镑，最终被苹果批准上架。该应用程序在iOS 3.0发布后的夏季开始供应。另一个与《报纸》类似的《Eucalyptus》的应用程序，则允许用户将电子书下载到iPhone中。尽管该应用程序被苹果公司因“可能会下载《欲经》电子书”而拒绝，但禁令后来已经宣布解除。
我们确实相信，针对iPhone上的色情内容，我们始终有道德责任。想要看色情内容的人，可以买一个Android手机。
 — 史蒂夫·乔布斯
我们不能让欧洲杂志适应犹他州的标准。
 — 马蒂亞斯·缪勒·冯·Blumencron（《明镜周刊》编辑，曾警告新闻杂志不会改变App Store的内容）
App Store仍拥有尚未被下架，且被评级为成人级的《Playboy》和《体育画报》应用程序，而其他因使用成人内容导致伪善指责的应用程序被删除。尽管如此，成人网站应用程序继续在App Store上架。2009年11月，德国主流周刊《亮点》杂志的iOS应用版，在没有发出警告的情况下被下架了数周时间。2010年1月，应苹果公司的要求，欧洲发行量最大的报纸《图片报》，从iPhone版中移除了印刷版的内容。德国杂志出版商协会警告说，通过这种措施，苹果可能会进行审查。

### 普利策奖获奖漫画
2009年12月，苹果公司禁止由漫画家马克·菲奥雷设计的NewsToons应用程序上架，理由是“对公众人物的嘲笑”。2010年4月，菲奥雷赢得普利策奖的政治讽刺漫画奖，成为第一个获得知名新闻奖的互联网漫画家。事件发生后，苹果公司要求菲奥雷重新提交应用程序，随后被接受。

### 《摇晃婴儿》（Baby Shaker）
2009年4月，一款名为《摇晃婴儿》（Baby Shaker）的游戏在App Store获准上架，后来接用户投诉而被下架。该游戏允许用户通过摇动手机，将哭泣的卡通宝宝保持安静。该应用程序因“摇晃婴儿综合症”被批，当婴儿在摇晃时，可以导致严重的脑损伤。

### 九寸钉乐团
2009年5月，九寸钉乐团成员特伦特·雷泽诺通过他的Twitter帐号表示，由于“内容令人反感”，苹果已拒绝对《九寸钉》应用的更新。但苹果后来批准该应用发布更新。

### iPhone电子书
2009年12月，电子书应用程序《控制iPhone OS 3》（Take Control of iPhone OS 3）被苹果方面拒绝。该应用程序需要移除所有与越狱有关的内容后才能重新上架。

### 无人机警报应用程序
2012年8月，喬什·贝格利设计了一个与无人机有关的iPhone应用程序。该应用程序的原理是，只要美军无人机抵达目标，就会发出推送通知。随后该应用被苹果拒绝，原因是“令人反感和粗暴”。

### 具备打赏功能的应用程序
2016年6月13日，苹果公司对应用程序审核指南中的条款进行了修订，严格要求应用程序不得包含指引用户使用非IAP机制进行购买的按钮、外部链接或其他行动号召用语。由于这一原因，腾讯公司旗下的微信，于2017年4月19日宣布即日起关闭iOS版的公众号文章打赏功能。此后，公众号运营者只能在文章展示个人转账二维码，通过转账方式获取资金支持。微信作出此举的原因，据信是原有的打赏功能采用“指引客户使用非IAP机制进行购买的按钮”，违反App Store现行的条款，腾讯就此事和苹果展开“长期沟通协调”未果。4月20日凌晨，微信又发布官方通知，宣布对4月19日下午上线的iOS版微信公众平台文章个人转账功能进行关闭，但其他客戶端版本仍可继续使用公众号打赏功能。
2017年6月10日，苹果公司对条款进行再次修订，新增“iOS应用程序可以使用应用內購買，讓消費者面向數字內容的提供者支付「小費」（又称打赏或赞赏）”的条款，这也意味着iOS应用程序内的打赏或赞赏功能为应用内购买项目。为此，一些其他提供打赏或赞赏功能的应用程序，对支付方式進行了調整。例如iOS版知乎，如果要對文章內容讚賞，則需要通过应用内购买充值「知乎幣」，不像此前可以使用「微信支付」等支付方式。此外，蘋果还会將用戶的「打賞」费用收取30%作为收入。例如，某用戶如果花100元購買虛擬貨幣打賞主播，通过Android设备打赏的，主播可以獲得100個虛擬幣；而蘋果系統则只有70個虛擬幣。

### 配合中国网络审查
2016年12月23日，苹果从中国区商店下架了《纽约时报》和该报中文网两个iOS应用，依据可能是当年6月发布的《移动互联网应用程序信息服务管理规定》。下架前，未翻墙的中国用户也可以通过下载中文网应用来直接阅读纽约时报中文网内容。苹果发言人声称是因为应用违反中国法规而下架，但拒绝透露具体细节；中国网信办则未予置评。《纽约时报》批评此举，并要求苹果公司重新考虑这一决定。
2017年7月，苹果从中国区商店下架大批VPN应用，这些VPN应用大多可帮助中国用户绕过防火长城，从而突破中华人民共和国网络审查，俗称“翻墙”。多家VPN提供商对此举感到不安与失望，批评苹果公司为利益罔顾人权。苹果在声明中称被要求下架中国一些不符合新规定的VPN应用，被下架的应用未获得中国政府许可。此举被认为是中国加大VPN屏蔽力度的表现。
2019年元旦学习强国App在App Store上线，目前分发范围仅限中国大陆。该App上线不久便在App Store获得了大量差评。后续，学习强国的评分和评论功能被关闭。这也是全球App Store里唯一一个无法评论的App。
2023年9月，苹果要求中国大陆区域的应用程序App必须具备有效的官方备案号才能上架，这使得所有中国境外的App（包括没有被GFW屏蔽的App）在中国大陆区域下架。

### 丁香医生
2019年5月8日，中国医疗咨询平台丁香医生更新后的iOS版由于存在避开应用程序内购机制（IAP）的应用内购买功能、内容或者服务，违反了相关要求，被苹果公司拒绝，其后丁香医生两度通过邮件形式进行申诉，表示图文问诊中使用的支付模式属于平台医生针对患者的个性化需求而提供的线上医疗服务。而丁香医生负责人认为，苹果公司的做法侵犯了平台医生的合法权益，因此计划起诉苹果公司。

### HKmap.live
2019年9月21日，一位匿名的开发者向苹果App Store提出可實時顯示香港警員及警車身處位置等的應用程式的上架申请，后于26日被拒绝，理由与付款选项等问题有关。在解决问题后，该应用又被重新提交，然而在10月2日再次被苹果公司拒绝，理由是“其会帮助用户逃避执法，鼓勵進行違法活動”。而開發者隨後於Twitter上表示该程式“只提供資訊，並沒鼓勵市民進行違法活動” 其后，该程序正式被苹果批准上架，但苹果公司又將再其下架。

## 相关诉讼
2017年8月10日，北京一家律师事务所代表28家应用开发商，向国家发改委和国家工商总局控告苹果公司强制下架部分应用程序以及对应用程序打赏功能抽取30%的提成等行为，违反《中华人民共和国反垄断法》。律师事务所称苹果公司涉嫌“滥用市场支配地位”的行为，包括拒绝交易、差别待遇、附条件交易即搭售、定价过高等内容。对此，苹果公司回应称，大部分从中国提交的应用程序都可以在48小时或更短的时间内得到审核和通过。如果某个应用程序因为违反了App Store的相关指南而被拒绝或被移除，开发者可以使用申诉流程，向App Store就其具体情况提出再次审核并可以获取支持，从而帮助其尽快恢复上线。